# Xoriguer gris
El xoriguer gris (Falco ardosiaceus) és una espècie d'ocell rapinyaire de la família dels falcònids (Falconidae) que habita sabanes i boscos poc densos de l'Àfrica subsahariana, des del Senegal, Gàmbia, sud de Mauritània, cap a l'est fins a Etiòpia i Eritrea i cap al sud fins a Tanzània, Namíbia i Angola, faltant de les zones de selva humida de l'Àfrica central i Occidental. El seu estat de conservació es considera de risc mínim.